# Meho Kodro
Mehmed 'Meho' Kodro (Mostar, 12 januari 1967) is een Bosnisch voetbaltrainer en voormalig profvoetballer, die bij voorkeur als aanvaller speelde. Hij werd in december 2016 aangesteld als coach van Servette FC.

## Clubcarrière
Kodro begon zijn profloopbaan in 1985 bij Velez Mostar. Van 1991 tot 1995 speelde hij voor het Baskische Real Sociedad. In 146 wedstrijden voor deze club maakte Kodro 81 doelpunten. In het seizoen 1994/1995 eindigde hij als tweede op de topscorerslijst van de Primera División met 25 doelpunten. Alleen Iván Zamorano van Real Madrid scoorde meer met 28 doelpunten. Zijn goede prestaties bij La Real leverde Kodro in 1995 een transfer op naar het FC Barcelona van trainer Johan Cruijff.
Als gevolg van blessures en psychische problemen door de Bosnische Burgeroorlog kon de aanvaller echter nooit echt zijn waarde bewijzen bij de Catalaanse club. Kodro maakte slechts negen competitiedoelpunten, waarvan twee in de thuiswedstrijd tegen Real Madrid. Na het ontslag van Cruijff in 1996 moest ook Kodro FC Barcelona verlaten. Na zijn vertrek speelde hij in Spanje nog voor CD Tenerife (1996-1999) en Deportivo Alavés (1999-2000).

## Interlandcarrière
Kodro speelde voor twee verschillende nationale elftallen: het Joegoslavisch nationaal elftal (1991-1992) en het Bosnisch nationaal elftal (1996-2000). Voor Joegoslavië speelde hij twee interlands en voor Bosnië kwam de aanvaller tot dertien interlands en drie doelpunten. Hij maakte zijn debuut voor Bosnië op 24 april 1996 in de vriendschappelijke thuiswedstrijd tegen Albanië (0-0), net als Fahrudin Omerović (İstanbulspor), Mirza Varešanović (Girondins de Bordeaux), Suvad Katana (KAA Gent), Mirsad Hibić (Hajduk Split), Admir Šušić (Čelik Zenica), Pavo Dadić (Čelik Zenica), Halim Stupac (NK Jedinstvo), Elvir Baljić (Bursaspor), Ekrem Bradarić (HNK Rijeka), Ivica Jozić (VfL Wolfsburg) en Nermin Šabić (NK Osijek).
| Interlanddoelpunten | Interlanddoelpunten | Interlanddoelpunten | Interlanddoelpunten               | Interlanddoelpunten | Interlanddoelpunten | Interlanddoelpunten | Interlanddoelpunten |
| #                   | Datum               | Locatie             | Wedstrijd                         | Goal(s)             | Score               | Uitslag             | Wedstrijd           |
| ------------------- | ------------------- | ------------------- | --------------------------------- | ------------------- | ------------------- | ------------------- | ------------------- |
| 1                   | 10/11/1996          | Ljubljana           | Slovenië – Bosnië en Herzegovina  | 33'                 | 0 – 2               | 1 – 2               | WK-kwalificatie     |
| 2                   | 10/03/1999          | Boedapest           | Hongarije – Bosnië en Herzegovina | 31'                 | 0 – 1               | 1 – 1               | Oefeninterland      |
| 3                   | 05/06/1999          | Sarajevo            | Bosnië en Herzegovina – Litouwen  | 26' (pen.)          | 1 – 0               | 2 – 0               | EK-kwalificatie     |

## Trainerscarrière
In 2006 was Kodro enige tijd werkzaam als assistent-trainer naast José Mari Bakero bij Real Sociedad. Door teleurstellende resultaten in de competitie en de beker werd het duo in oktober 2006 ontslagen. Begin 2008 werd Kodro aangesteld als bondscoach van Bosnië en Herzegovina, maar nog datzelfde jaar weer opgevolgd door Miroslav Blažević. Hij zat op de bank tijdens de duels tegen achtereenvolgens Japan (30 januari 2008, 0-3 nederlaag) en Macedonië (26 maart 2008, 2-2 gelijkspel). Kodro werd gedwongen op te stappen als bondscoach, nadat hij in conflict was gekomen met het bestuur van de Bosnische voetbalbond: hij weigerde op 26 mei met zijn ploeg aan te treden tegen Iran, een oefeninterland die buiten zijn medeweten om door de bond was ingepland. Van 2014 tot 2015 was Kodro hoofdtrainer van FK Sarajevo. Sinds 2016 is Kodro hoofdtrainer van het Zwitserse Servette FC.

## Erelijst
Als speler
| Competitie            |              |              |              |              |
| Competitie            | Aantal       | Jaren        |              |              |
| Veléz Mostar          | Veléz Mostar | Veléz Mostar | Veléz Mostar | Veléz Mostar |
| --------------------- | ------------ | ------------ | ------------ | ------------ |
| Beker van Joegoslavië | 1x           | 1985/86      |              |              |
| Maccabi Tel Aviv      |              |              |              |              |
| Beker van Israël      | 1x           | 2001/02      |              |              |